# بيلي ويليس
بيلي ويليس (بالإنجليزية: Bailey Willis)‏ هو عالم زلازل ‏ وجيولوجي أمريكي، ولد في 31 مارس 1857 في نيويورك في الولايات المتحدة، وتوفي في 19 فبراير 1949 في بالو ألتو في الولايات المتحدة.